# فرودگاه منطقه‌ای کلمبیا
فرودگاه منطقه‌ای کلمبیا (به انگلیسی: Columbia Regional Airport) یک فرودگاه همگانی با کد یاتا COU است که یک باند فرود بتن دارد و طول باند آن ۱۹۸۲ متر است. این فرودگاه در شهر کلمبیا، میزوری کشور ایالات متحده آمریکا قرار دارد و در ارتفاع ۲۷۱ متری از سطح دریا واقع شده است.